# Верхнее Витозеро
Верхнее Витозеро — пресноводное озеро на территории Кривопорожского сельского поселения Кемского района Республики Карелии.

## Общие сведения
Площадь озера — 1,2 км². Располагается на высоте 101,4 метров над уровнем моря.
Форма озера продолговатая: оно вытянуто с северо-запада на юго-восток. Берега изрезанные, каменисто-песчаные, местами заболоченные.
Из северо-западной оконечности озера вытекает Нольручей, впадающий левым притоком в реку Кемь.
Ближе к северо-западной оконечности озера расположен один относительно крупный (по масштабам водоёма) остров без названия.
К западу от озера проходит автозимник.
Код объекта в государственном водном реестре — 02020001011102000006240.